# Taraxacum cordatum
Taraxacum cordatum — вид квіткових рослин з родини айстрових (Asteraceae). Вид зростає в Європі: Австрія, Естонія, Латвія, Литва, Бельгія, Чехія, Данія, Фінляндія, Франція, Німеччина, Велика Британія, Ірландія, Нідерланди, північноєвропейська Росія, Норвегія, Польща, Іспанія, Швеція; це багаторічна рослина помірних біомів.
Рослина ≈ 30 см заввишки, міцна. Листки випростані, середньо-зелені, голі; ніжка листка дуже світлий рожево-червона, злегка крилата; бічних часток листка 4–5 пар, трикутні, з широкою прикореневою частиною, що звужується у вузьку тупу верхівку, цілі, ± горизонтально розширені; кінцеві частки листа приблизно такі ж великі, як і бічні частки, трикутні, тупі. Обгортка оливково-зелена. Зовнішні приквітки (близько 15) зверху біло-сіро-зелені, від виступаючих до загнутих, 3–4 мм завширшки, без облямівки.